# Castelul Angers

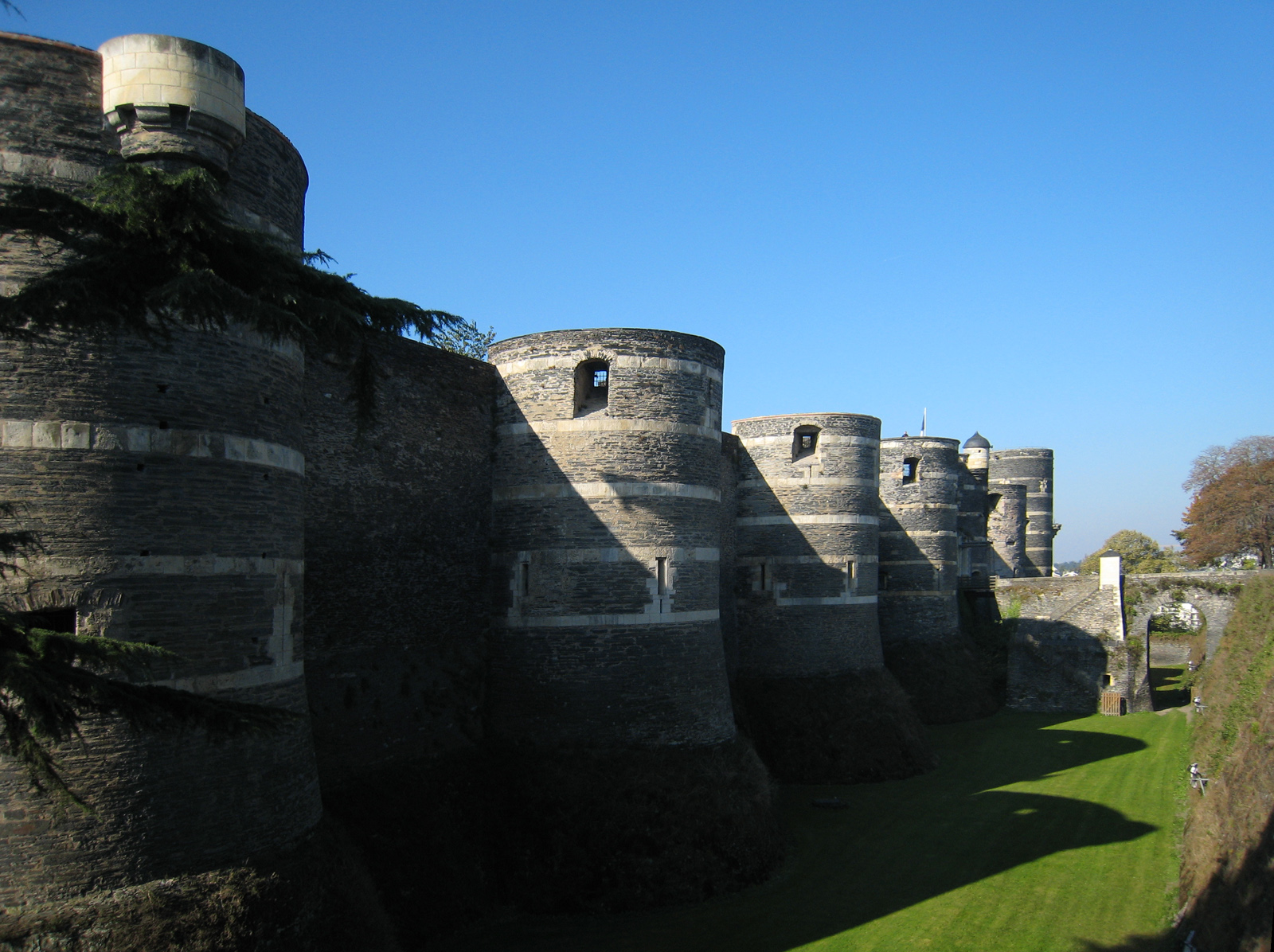
Castelul Angers - Zidul cu Porte de Ville

Ludovic al IX-lea al Franței

Castelul Angers  (în franceză Château d'Angers) este situat in orașul Angers, mai sus de râul Maine, în apropiere de confluența râurilor Loara si Maine, fiind unul din cele mai mari și frumoase castele feudale din Franța. 
Angers este astăzi reședința departamentului Maine-et-Loire; a fost reședința provinciei istorice Anjou.

## Pesonalități
- Ludovic al IX-lea (1214–1270), rege al Franței
- Iolanda de Aragon (1384–1442), ducesă de Anjou
- René de Anjou (1409–1480), Duce de Anjou, Conte de Provence (1434–1480), Conte de Piedmont, Duce de Bar (1430–1480), Duce de Lorena (1431–1453), rege al Neapolelui (1435–1442; titular 1442–1480), titular rege al Ierusalimului (1438–1480) și rege de Aragon (1466–1480) (inclusiv rege al Siciliei, Majorca și Corsica)